# Îles du Ponant
Pour les articles homonymes, voir Ponant.
Les îles du Ponant sont une association d'îles françaises du littoral de la Manche et de l'océan Atlantique. Quinze d'entre elles, encore habitées en permanence, se sont réunies au sein de cette association afin de conserver une vie insulaire active.
Le mot « ponant », ancienne forme de « couchant », au sens de direction où le soleil se couche, a été repris de l'ancienne désignation de la flotte de la Marine nationale basée dans les ports des côtes atlantiques, par opposition à la flotte du « Levant » basée sur les ports de la Méditerranée.

## Les quinze îles du Ponant
| Liste | Carte |
| --- | --- |
| (du nord au sud) 1. L'archipel de Chausey, commune de Granville 2. L'île de Bréhat, 3. L'île-de-Batz, 4. L'île d'Ouessant, 5. L'île de Molène, 6. L'île de Sein, 7. L'archipel des Glénan, commune de Fouesnant 8. L'île de Groix, 9. L'île d'Arz, 10. L'île aux Moines, 11. Belle-Île-en-Mer, 12. L'île d'Houat, 13. L'île d'Hœdic, 14. L'île d'Yeu, 15. L'île d'Aix. | \| Îles Chausey Bréhat Batz Ouessant Molène Sein Glénan Groix Arz Moines Belle-Île Houat Hoëdic Yeu Aix \| |
| Îles Chausey Bréhat Batz Ouessant Molène Sein Glénan Groix Arz Moines Belle-Île Houat Hoëdic Yeu Aix | |

|    | Nom                 | Blason                | Superficie (km²) | Population | Densité (hab./km²) | Région             | Département       | Coordonnées                 |
| -- | ------------------- | --------------------- | ---------------- | ---------- | ------------------ | ------------------ | ----------------- | --------------------------- |
| 1  | Îles Chausey        | (blason de Granville) | 0,65             | 30         | 46,154             | Normandie          | Manche            | 48° 52′ 51″ N, 1° 49′ 07″ O |
| 2  | île de Bréhat       |                       | 2,90             | 406        | 104                | Bretagne           | Côtes-d'Armor     | 48° 50′ 49″ N, 2° 59′ 55″ O |
| 3  | Île-de-Batz         |                       | 3,20             | 452        | 145                | Bretagne           | Finistère         | 48° 44′ 43″ N, 4° 00′ 35″ O |
| 4  | Île d'Ouessant      |                       | 15,58            | 883        | 56,68              | Bretagne           | Finistère         | 48° 28′ N, 5° 06′ O         |
| 5  | Île de Molène       |                       | 0,72             | 141        | 195,83             | Bretagne           | Finistère         | 48° 23′ 50″ N, 4° 57′ 20″ O |
| 6  | Île de Sein         |                       | 0,58             | 242        | 372,41             | Bretagne           | Finistère         | 48° 02′ 12″ N, 4° 50′ 58″ O |
| 7  | Archipel des Glénan | (blason de Fouesnant) | 5,05             | -          | -                  | Bretagne           | Finistère         | 47° 43′ 01″ N, 4° 00′ 00″ O |
| 8  | Île de Groix        |                       | 14,82            | 2 276      | 154                | Bretagne           | Morbihan          | 47° 38′ N, 3° 28′ O         |
| 9  | Île d'Arz           |                       | 3,3              | 227        | 68                 | Bretagne           | Morbihan          | 47° 35′ 27″ N, 2° 48′ 05″ O |
| 10 | Île aux Moines      |                       | 3,2              | 629        | 196,56             | Bretagne           | Morbihan          | 47° 35′ 51″ N, 2° 50′ 36″ O |
| 11 | Belle-Île-en-Mer    | (blason du Palais)    | 85,63            | 5 396      | 63,02              | Bretagne           | Morbihan          | 47° 19′ 55″ N, 3° 10′ 01″ O |
| 12 | Île d'Houat         |                       | 2,91             | 231        | 84                 | Bretagne           | Morbihan          | 47° 23′ 25″ N, 2° 57′ 22″ O |
| 13 | Île d'Hœdic         |                       | 2,08             | 94         | 49                 | Bretagne           | Morbihan          | 47° 20′ 25″ N, 2° 52′ 40″ O |
| 14 | Île d'Yeu           |                       | 24,66            | 4 789      | 194                | Pays de la Loire   | Vendée            | 46° 43′ 30″ N, 2° 20′ 50″ O |
| 15 | Île d'Aix           |                       | 1,39             | 241        | 173,38             | Nouvelle-Aquitaine | Charente-Maritime | 46° 00′ 46″ N, 1° 10′ 21″ O |

## L'association

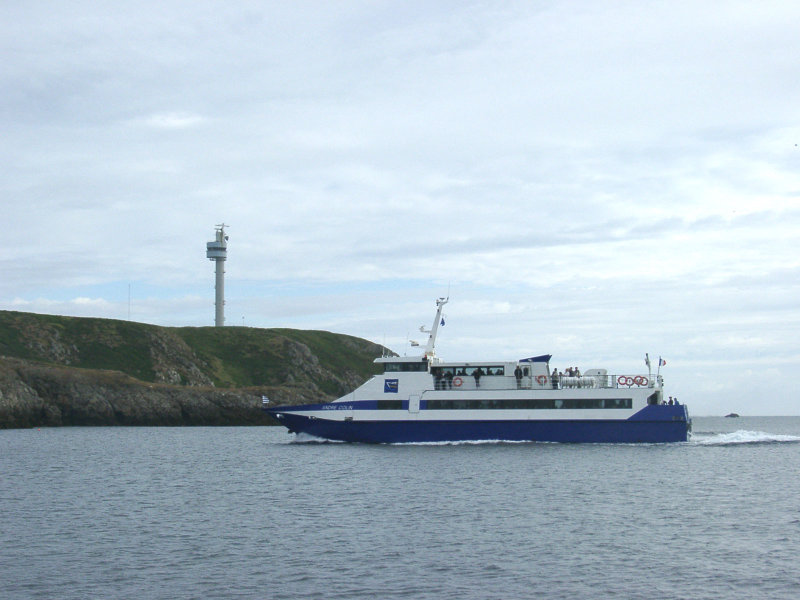
La vedette rapide "André Colin" en approche d'Ouessant

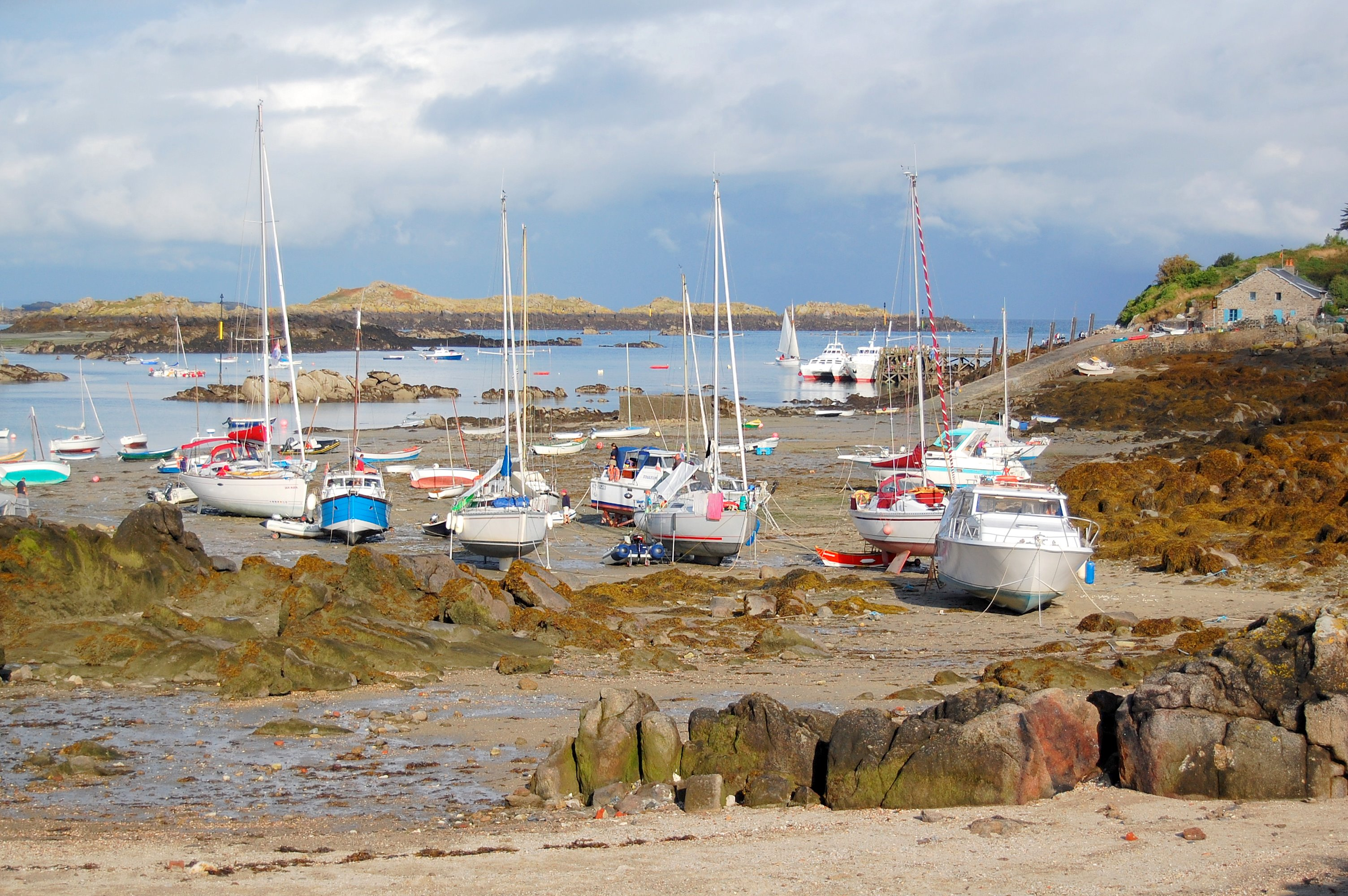
Chausey à marée basse

L'association « Les îles du Ponant » a pour but de maintenir les communautés insulaires actives. Elle regroupe les quinze îles qui répondent aux trois caractéristiques suivantes : 
- Avoir une population permanente.
- Être assez importante pour être constituée en commune.
- Ne pas être accessibles au continent par un lien fixe (pont ou route submersible).

Elle a été créée en avril 1971 et elle œuvre à la promotion et à la protection des îles conformément à ses statuts :

« … Article 2 - L'Association a pour objet de prendre toutes dispositions utiles pour lutter contre les handicaps communs ou spécifiques aux îles du Ponant. Elle se fixe l'objectif d'assurer la promotion économique, sociale et culturelle de leurs habitants tout en concourant à la protection de l'environnement insulaire… »

Elle comporte trois collèges spécifiques :
- les représentants des communes insulaires et les conseillers généraux des cantons, les députés des circonscriptions et sénateurs des départements concernés,
- les représentants des activités professionnelles,
- les collectivités territoriales partenaires.

Elle est dotée d'un budget annuel de fonctionnement (265 000 € en 2010), par les communes insulaires (20 %), les départements (20 %), la région Bretagne (40 %), la région Pays de Loire (6 %), et ADEME-Bretagne (4 %).
Elle est dirigée par un conseil d'administration de 25 membres composé des maires des communes insulaires (18), des conseillers généraux des cantons insulaires (4), de représentants des activités économiques (3).
Elle emploie (en 2010) 4 salariés qui sont chargés des missions de :
- Appui technique et administratif pour le montage des dossiers auprès des communes et de tout porteur de projet.
- Actions de promotion touristique collective en relation avec les OTSI insulaires.
- Actions en matière d'énergie et de développement durable
- Animation et coordination des initiatives pour sensibiliser et trouver les solutions appropriées aux problèmes spécifiques des îles du Ponant et de l'insularité, au niveau national et européen…

Elle a signé pour les îles bretonnes un Contrat de développement durable avec la région Bretagne et une Convention avec l'État au titre du Contrat de Projet qui permettent d'aider les investissements sur les îles. Les principales affectations de ces crédits concernent le logement, les équipements publics (santé, éducation....), les activités économiques.
Les îles du Ponant font partie de la Fédération des petites îles européennes.

## Scolarité
Toutes les îles de l'association ont une école primaire. En 1975, le collège des Îles du Ponant a été créé. Son administration est gérée depuis Brest et il comprend 6 établissements à Batz, Ouessant, Molène, Sein, Groix & Houat-Hoëdic. Ainsi toutes les îles peuvent-elles accueillir les collégiens excepté Arz, Aix, Bréhat et l’île aux Moines.

## Environnement

### Gestion des ressources en eau
En septembre 2016, l’association « Les îles du Ponant » et l’agence de l’eau Loire-Bretagne signent un accord de programmation pour l’amélioration de la ressource en eau des 13 îles. Le programme d’actions prévu sur la période 2016-2018 comporte des objectifs tels que la limitation des pollutions domestiques, la gestion économe de la ressource en eau potable et la protection des captages, la protection des milieux aquatiques et l’amélioration de la qualité des eaux des zones portuaires. 

### Politique énergétique
La question de l’énergie est une composante majeure de la qualité de vie nécessaire au maintien des communautés sur les îles et à la gestion des ressources. Les îles d’Ouessant, Molène, Sein, Chausey et Les Glénan produisent leur électricité grâce à des centrales au fioul dont EDF SEI (direction d’EDF dédiée aux systèmes énergétiques insulaires) a la responsabilité. Les îles de Batz et Hoëdic sont, quant à elles, raccordées au réseau électrique du continent par un ou plusieurs câbles sous-marins.
Dans le but de réduire l’utilisation du fioul et les émissions totales de CO2, les îles sont engagées dans une politique de transition énergétique, avec pour but d’atteindre au moins 50 % d’énergie renouvelable d’ici à 2023 et 100 % en 2030[réf. souhaitée]. Parmi les actions mises en place figurent pour l’île de Sein l’installation d’une centrale photovoltaïque et d’un bâtiment en autoconsommation équipé de panneaux solaires, ou l'installation de l’hydrolienne au large d’Ouessant. Pour accompagner cette transition, EDF SEI investirait ainsi environ deux millions d’euros d’ici à 2020 sur les systèmes de stockage et les contrôles commandes innovants associés pour les îles de Sein, Molène et Ouessant. 
Plusieurs actions énergétiques et opérations de sensibilisation environnementale sont également mises en œuvre sur les îles : rénovation de l’habitat, distribution d’ampoules basse consommation et de régulateurs de jet d’eau, éclairage public 100 % LED, installation de bornes de recharge autonomes pour les véhicules électriques, ou encore la distribution des « kits poules/poulaillers » à moindre coût pour diminuer la part des déchets dans les ordures ménagères.  
En mai 2016, Ségolène Royal, Ministre de l'Environnement, de l’Énergie et de la Mer signe la Convention Territoire à Énergie Positive pour la Croissance Verte. Cette convention permettra de nombreuses actions dans la transition énergétique qui devraient pour les îles non raccordées permettre dès 2018 de réduire de 30% les émissions de CO2 liées à la consommation d’électricité.